# Маринино (Некрасовский район)
Маринино — деревня в Некрасовском районе Ярославской области. Входит в состав сельского поселения Красный Профинтерн.

## География
Находится в восточной части Ярославской области на расстоянии приблизительно 18 км на север-северо-запад по прямой от административного центра района поселка Некрасовское в левобережной части района.

## История
В 1859 году здесь (деревня Ярославского уезда Ярославской губернии) было учтено 15 дворов, в 1898 — 11.

## Население
Численность населения: 75 человек (1859 год), 1 (русские 100 %) в 2002 году, 8 в 2010.